# 335
Правління Костянтина Великого у Римській імперії. У Китаї правління династії Цзінь. В Індії починається період імперії Гуптів. В Японії триває період Ямато. У Персії править династія Сассанідів.
На території лісостепової України Черняхівська культура. У Північному Причорномор'ї готи й сармати.

## Події
- Освячено Храм Гробу Господнього
- Флавій Далмацій отримує титул цезаря.
- Афанасія Великого заслано в Трір, що було тимчасовою перемогою аріанства в Александрії.

## Народились
- Магн Максим (приблизна дата)
- Григорій Ніський (приблизна дата)

## Померли
- Арій (дата приблизна)
- Сільвестр I, папа римський.
- Чандрагупта I (дата приблизна)